# Збагачення з використанням ефектів взаємодії грудок
Збагачення з використанням ефектів взаємодії грудок компонентів, що розділяються, з робочою поверхнею сепаратора — спеціальні методи збагачення корисних копалин.
До процесів збагачення, об'єднаних в цю групу, належать:
- Збагачення за пружністю;
- Збагачення за тертям;
- Комбіноване збагачення за тертям і пружністю;
- Збагачення за формою;
- Термоадгезійний метод збагачення.

Збагачувальний процес у даній групі методів іде з використанням об'ємних або поверхневих властивостей в одну операцію. Управління процесом включає:
- Управління властивостями матеріалу, що сепарується (виділення вузького класу крупності, підсушування матеріалу).
- Управління властивостями робочої поверхні: кут нахилу; частота обертання (коливання); коефіцієнт тертя.